# Trattato di Toruń (1466)

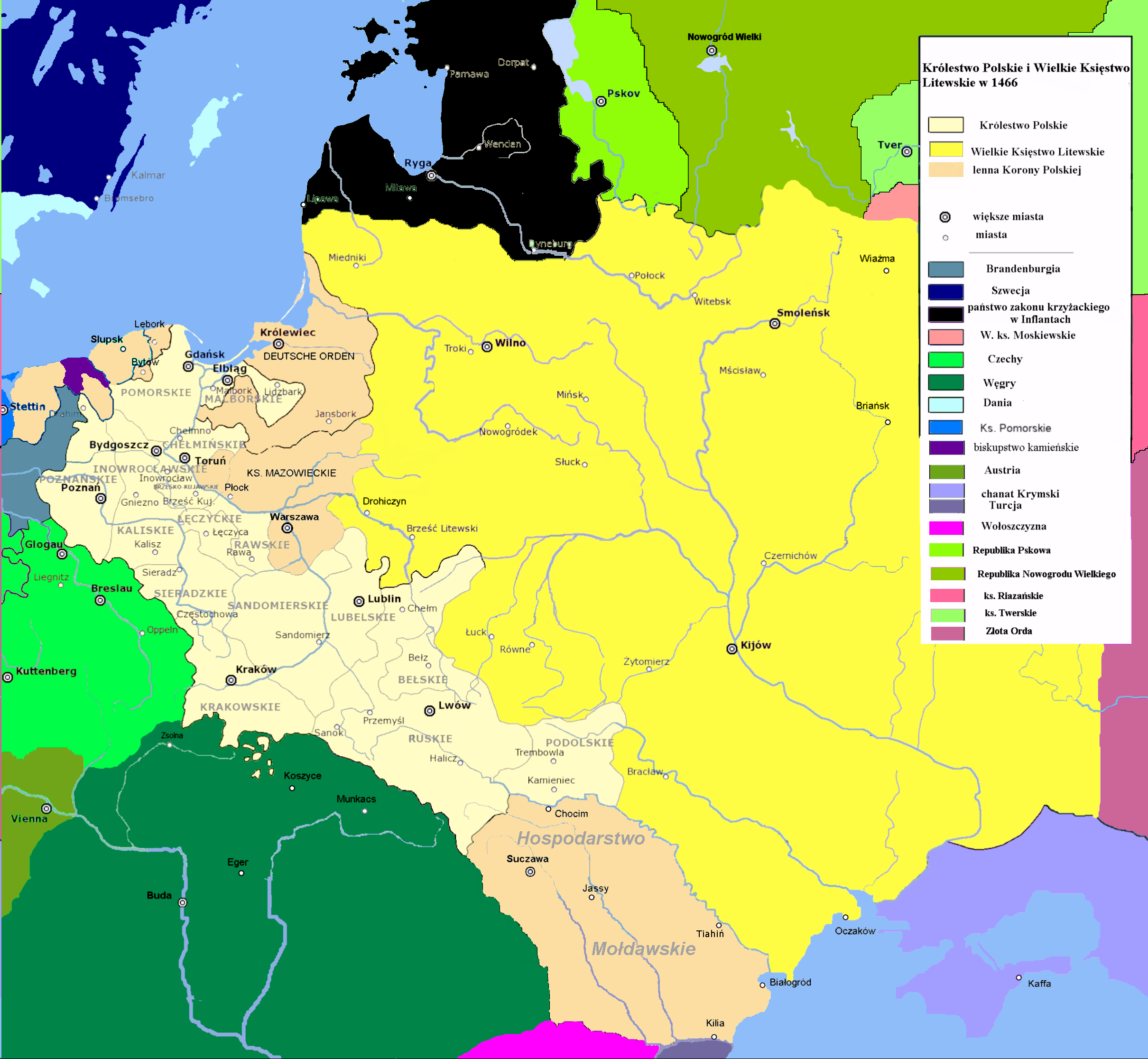
La Polonia e la Lituania nel 1466

Il (secondo) trattato di Toruń o pace di Toruń (in tedesco Zweiter Friede von Thorn, in polacco drugi pokój toruński) fu un trattato di pace firmato nella città anseatica di Toruń (Thorn), in Polonia, il 19 ottobre 1466 dal re Casimiro IV di Polonia, dalle città della Prussia e dal duca di Pomerania da un lato e dai Cavalieri Teutonici dall'altro.
Il trattato pose fine alla guerra dei tredici anni (1454-1466), condotta dal vittorioso Regno di Polonia contro i cavalieri sconfitti.
La guerra dei tredici anni era iniziata nel febbraio 1454, con la rivolta della Confederazione Prussiana condotta dalle città di Danzica (Danzig), Elbląg (Elbing), Chełmno (Kulm), Toruń, e la borghesia prussiana contro il dominio dei Cavalieri Teutonici.
Entrambe le parti accondiscesero a cercare la conferma del papa Paolo III e dell'imperatore Federico III d'Asburgo, ma la parte polacca impose (e la parte teutonica fu d'accordo) che anche la conferma da parte di questi ultimi non sarebbe stata necessaria per la firma del trattato. Con il trattato, l'Ordine teutonico perse i territori della Pomerelia (Pomerania orientale) con Danzica, la Terra di Chełmno con Chełmno e Toruń, la foce della Vistola con Elbląg e Malbork e la Varmia (Ermland) con Stettino (Allenstein). L'Ordine riconobbe anche i diritti della corona polacca sulla metà occidentale della Prussia, in seguito conosciuta come Prussia reale. La Prussa orientale, in seguito chiamata Ducato di Prussia rimase con l'Ordine teutonico fino al 1525, come feudo polacco.
La Varmia divenne un principato-vescovado autonomo; la Prussia orientale, in seguito chiamata ducato di Prussia rimase con l'Ordine teutonico fino al 1525 e il governatore doveva giurare fedeltà al re di Polonia e garantirgli aiuto militare.
La Prussia occidentale fu esplicitamente incorporata nel Regno di Polonia, anche se in seguito nacquero disaccordi riguardo ad alcuni diritti che la Prussia Reale continuava a mantenere. Mentre la parte polacca la considerava parte del regno, prendendo il trattato alla lettera, i prussiani reali insistevano e difendevano la loro autonomia, pur non negando di appartenere al Regno. Il governo era diverso da quello del Regno di Polonia, come anche diversa era la valuta, l'esercito e l'utilizzo della lingua tedesca in luogo di quella polacca. Ai prussiani era negato il diritto di nominare i vescovi della Prussia Reale e pertanto decisero di non usufruire dei seggi loro riservati nel Sejm (la camera bassa della Polonia).
L'Ordine perse il territorio della Prussia orientale quando l'Hochmeister Alberto I di Prussia adottò il luteranesimo nel 1525 e assunse il titolo di duca in maniera ereditaria. L'area divenne allora conosciuta come Ducato di Prussia, o Prussia Ducale.
Il Sacro Romano Impero continuò a contestare quella sovranità e affidò pertanto la Prussia al successivo Hochmeister e, anche se il duca di Prussia Alberto I di Prussia fu bandito dall'imperatore nel 1535, continuò a governare fino alla sua morte avvenuta nel 1568.